# Zenkerèl·lids
Els zenkerèl·lids (Zenkerellidae) són una família de rosegadors. Totes les espècies d'aquest grup, tant les vivents com les extintes, són oriündes d'Àfrica. Aquest llinatge sorgí fa aproximadament 49 milions d'anys. Es tracta d'animals molt difícils d'observar. L'espècie actual, Zenkerella insignis, mai no ha sigut observada en vida per experts i només n'hi ha 14 espècimens als museus d'arreu del món.